# Карл IV (імператор Священної Римської імперії)
Ка́рл IV Люксембурзький (нім. Karl IV, чеськ. Karel IV.; 14 травня 1316, Прага — 29 листопада 1378, Прага) — імператор Священної Римської імперії з 1346 року; з 26 серпня 1346 року король Богемії Карл I, (коронація відбулась 2 вересня 1347 року).
Карл був старшим сином і спадкоємцем короля Яна I Сліпого і принцеси Єлизавети, дочки короля Вацлава II з династії Пржемисловичів. Він є найвидатнішим чеським королем та одним із найвизначніших імператорів. Свою освіту Карл здобув у Франції, вільно розмовляв п'ятьма мовами, мав надзвичайні здібності у політиці, дипломатії, управлінні та військовій справі. Прямий нащадок Великих Князів Київських.
Карл був першим чеським королем, коронованим у Празі чеським архієпископом. Це відбулося у 1347 році, хоча де-факто він став королем роком раніше. Заснувавши Нове місто (Прага), перетворив Прагу на найбільше місто Центральної Європи. 1348 року Карл заснував Празький університет, розпочав будівництво нового кам'яного мосту через Влтаву. а також збудував замок Карлштейн, готичну перлину на південь від Праги. Його міжнародна політика зміцнила незалежність Чеського королівства та розширила його кордони. У той же час спроба короля створити громадянське законодавство (Maiestas Carolina) була відкинута чеською аристократією. За результатами загального громадського опитування Карла IV було визнано найвеличнішим чехом в історії.
Справжня заслуга Карла IV перед імперією — заснування союзів земського миру.
Двічі здійснював походи в Італію: в 1354 році, щоб коронуватися в Мілані королем та в Римі імператором (1355), вдруге — в інтересах папи, для війни з міланськими Вісконті. Але про розвиток свого родового володіння, Чехії, піклувався більше, ніж про імперію.
Дав багато пільг дворянству в містах. Заохочував розвиток гірництва та землеробства, зробив Влтаву до Ельби судноплавною, побудував у Празі «нове місто» (Празький град), Градчани та знаменитий празький Карлів міст, заснував там архієпископство й у 1348 році перший в імперії університет (за зразком паризького), привернув до Праги велику кількість художників та ремісників.

## Біографія

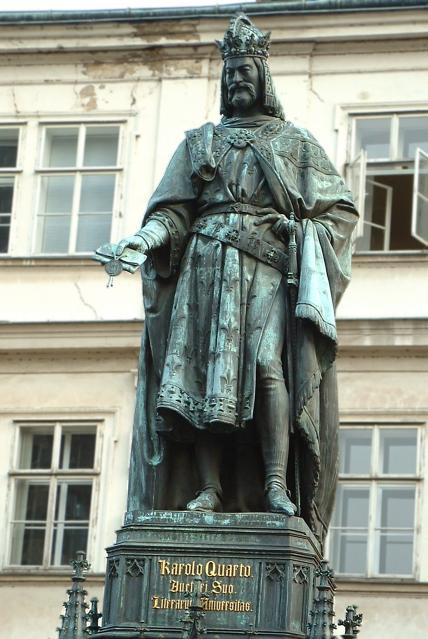
Пам'ятник Карлу IV біля Карлового мосту у Празі

При народженні отримав ім'я Вацлав. Виховувався в Парижі.
У 15-річному віці (1331) був призначений намісником у створеному його батьком королівстві в Північній Італії і зіткнувся там з опором та інтригами. У 18 років (1334) став намісником батька в Чехії. Внаслідок вигнання його брата Йоганна з Тіролю і тимчасового управління Карлом цією країною, на яку мав види Баварський дім, виник глибокий конфлікт між Віттельсбахами і Люксембургами, який призвів до ряду воєн.
З ім'ям Карла пов'язана «золота доба» Чехії. Він добре знав чеську мову, дбав про розвиток міст і багато уваги приділяв сільському господарству. Карл ввіз до Чехії виноградну лозу з Бургундії і сливові дерева з Лотарингії, влаштував водоймища для розведення риб: так з'явилися знамениті чеські коропи.
Карл залишився в історії як автор першої в середньовічній Європі світської автобіографії та ініціатор складання нової історичної хроніки.

### Обрання королем

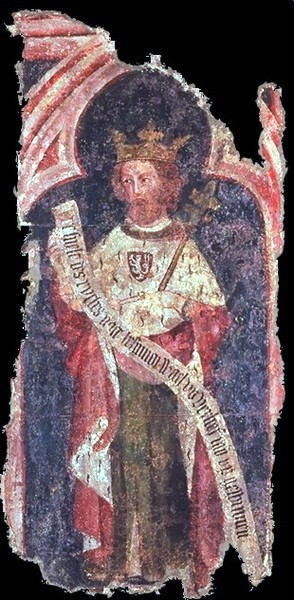
Карл IV

Ще за життя імператора Людовика IV Баварського, Карл, за допомогою папи Климента VI, домігся обрання п'ятьма курфюрстами німецьким королем. При цьому він пішов на підписання обмежувальних умов, у виконанні яких примушений був принести клятву папі в Авіньйоні. Тим не менше, після смерті імператора (1347) Карлу не вдалося відразу зійти на імперський трон. За почином Віттельсбахів королем було обрано Едуарда III Англійського, коли ж той відмовився — майсенського маркграфа Фрідріха II, потім графа Гюнтера Шварцбурзького, який незабаром важко захворів, погодився відректися за гроші й помер.

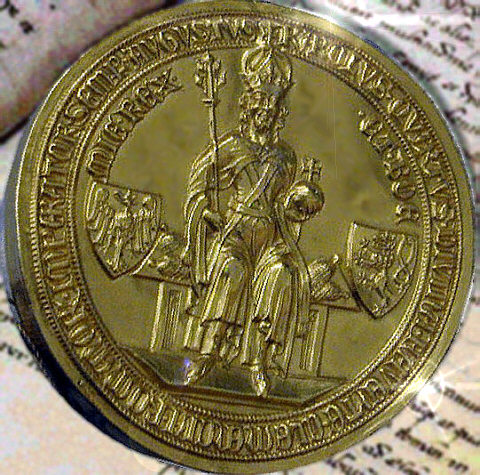
Золота булла (1356)

25 липня 1349 року Карл IV повторно коронувався в Аахені. З Віттельсбахами Карл IV примирився одруженням з Анною, дочкою пфальцького курфюрста, і обіцянкою підтримки їх у Браденбурзі де він сам, тим часом, протегував Лже-Вальдемару.
Карл IV пішов на великі поступки князям. В Золотій буллі 1356 року курфюрсти отримали майже суверенні права у своїх князівствах. Впорядкування обрання на престол усунуло втручання папи при виборах, що викликало розлад з авіньйонським двором. Конфлікт з папою було залагоджено даруванням десятини та виданням так званої каролінзької булли для захисту пільг духовенства.
Значною заслугою Карла IV стало заснування спілок земського світу.

### Походи до Італії
Двічі Карл IV здійснював походи в Італію: в 1354 році, щоб коронуватися в Мілані королем і в Римі імператором (1355), вдруге — в інтересах папи, для війни з міланськими Вісконті. Але про розвиток свого спадкового володіння, Чехії, Карл дбав більше, ніж про імперію.

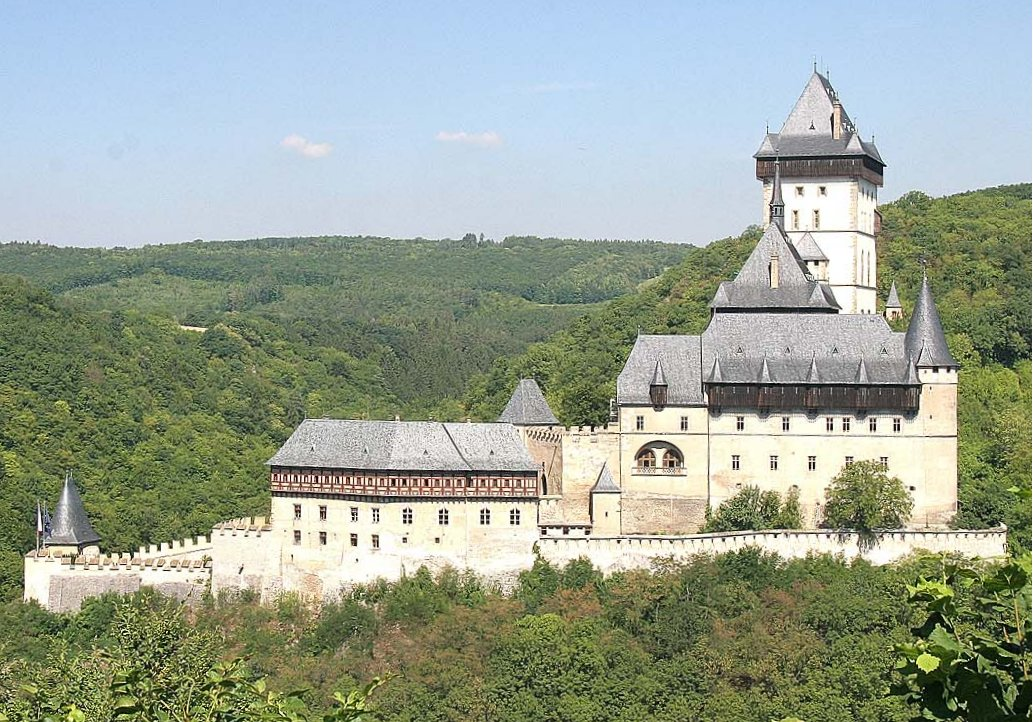
Замок Карлштейн

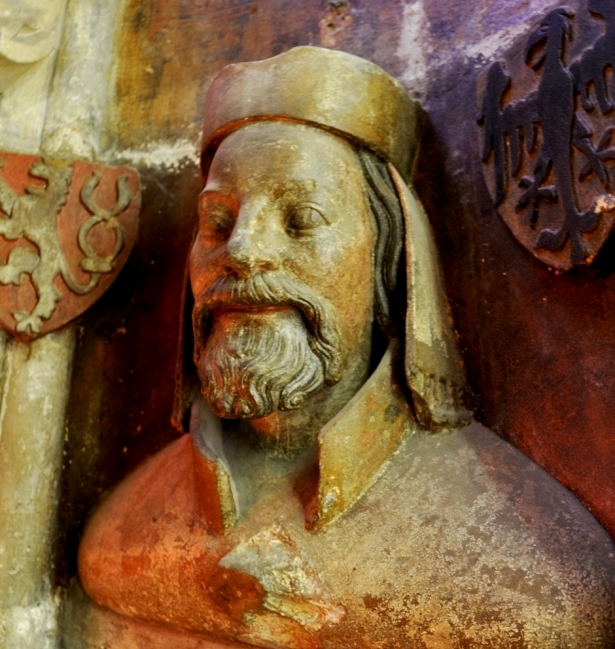
Погруддя Карла IV у соборі Св. Віта (1370)

Посланий Карлом як полонений в Авіньйон, Кола ді Рієнцо примирився з Іннокентієм VI, і повернувся до Італії восени 1353 року як представник понтифіка, щоб співпрацювати з іспанським кардиналом, але зміг лише набути ганебну смерть на сходах Капітолія. Гіббон писав про це: «Капітолій стояв тепер на крові Рієнцо, коли Карл IV спустився з Альп, щоб коронуватися короною Італії та Імперії». Франческо Петрарка вірив у Карла IV, але потім глибоко в ньому розчарувався. Карл був коронований в Римі кардиналом Остії в пасхальний день 1355 року, а потім повернувся до Праги, як писав поет: «з короною, яку він отримав без єдиного удару меча, з кошелем, повним монет, який він привіз порожнім; але з малою славою за добрі справи, і з великою ганьбою за приниження імператорської величі. О! якщо б твій прадід і дід зустріли тебе на альпійському перевалі, щоб вони сказали, ти подумав? Імператор римлян по імені, по правді ти всього лише король богемський».

### Правління в Німеччині

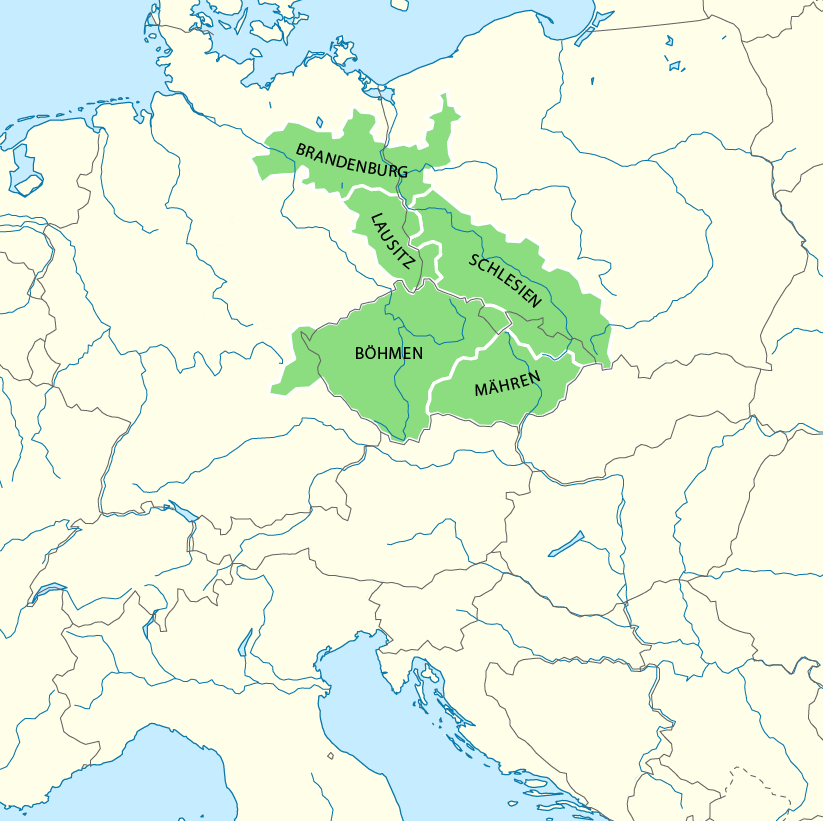
Богемське королівство в період правління Карла IV

Дворянству в містах він дав багато пільг; в 1350 році видав нове укладення, яке, однак, пізніше змушений був скасувати. Заохочував горнозаводство і землеробство, зробив Влтаву до Ельби судноплавною, побудував у Празі «нове місто» (Нове-Мєсто), Градчани, і знаменитий празький Карлів міст, заснував там архієпископію і в 1348 році перший в імперії університет (за зразком паризького), привернув до Праги велику кількість художників і ремісників.
Через першу свою дружину, за згодою Віттельсбахів, забезпечив собі більшу частину Верхнього Пфальца; через другу дружину, Анну Яворську, отримав сілезькі князівства Яворське і Свідницьке (1368); роком раніше він купив Лужицьку землю.

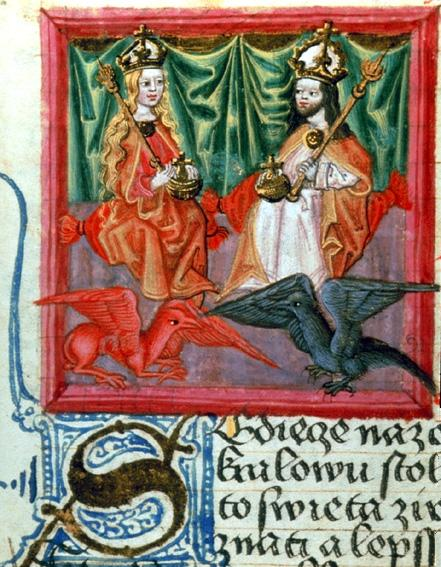
Карл і його перша дружина Бланка Валуа

Майстерно скориставшись розбратами в родині Віттельсбахів, Карл зумів домогтися заповіту собі Бранденбурзької марки маркграфами Людовиком і Оттоном (1368), а незабаром після того, в 1373 році, за винагороду, повинен був відмовитися від марки на користь Оттона.
За великі суми грошей і після довгих зусиль Карл IV домігся обрання свого сина Венцеля своїм наступником (1376). Великі витрати Карла IV змушували його обкладати важкими податками і закладати імперські міста, що повело до заснування Швабського союзу міст (1376).
Вмираючи в Празі, Карл залишив Чехію, Сілезію і римську корону Венцелю, Бранденбург — Сигізмунду, Лужицькі землі — Йогану, третьому зі своїх синів.
Після смерті Карла IV його тіло було виставлено для прощання в Храмі Діви Марії під ланцюгом на Малій Страні в Празі, після чого він був похований в крипті Собору Святого Віта.

## Родина
1 Дружина — Бланка Валуа (1316—1348)
Діти:
- Син (бл. 1334 — у дитинстві)
- Маргарита (1335 — 1349) — чоловік Лайош I Великий (1326 — 1382), король Угорщини, король Польщі
- Катерина (1342 — 1395) — 1-й чоловік: Рудольф IV Великодушний (1339 — 1365), герцог Австрії, Штирії та Каринтії, граф Тіроля; 2-й чоловік: Оттон V фон Віттельсбах (1346 — 1379), курфюрст Бранденбурга, герцог Баварії

2 Дружина — Анна Баварська (1329—1353), дочка Рудольфа II Сліпого, пфальцграфа Рейнського
Діти:
- Венцель (1350—1351)

3 Дружина — Анна Свідницька (1339—1362)
- Єлизавета (1358—1373); чоловік: з 19 березня 1366 р. Альбрехт III (1349 — 1395 р.), герцог Австрії з 1365 року
- Вацлав (Венцель) (1361—1419), герцог Люксембурзький, король Чехії, курфюрст Бранденбурзький
- Син (11 липня 1362)

4 Дружина — Єлизавета Померанська (1347—1393)
- Анна (1366 — 1394) —  дружина Річарда II Плантагенет (1367 — 1400), король Англії
- Сигізмунд (1368 — 1437) — король Чехії, король Угорщини, курфюрст Бранденбурга, імператор Священної Римської імперії
- Йоганн (1370 — 1396) — герцог Герліцький
- Карл (1372 — 1373)
- Маргарита (1373 — 1410) — чоловік Іоанн III фон Гогенцоллерн (1369 — 1420), бургграф Нюрнберзький
- Генріх (1377—1378)

## Об'єкти, названі на честь Карла IV
- Карлштейн
- Карлштейн (Бероун)
- Карлів міст
- Карлів університет у Празі (Karlova Univerzita)
- Карлові Вари
- Карлова площа
- Монтекарло